# Vildheks
Vildheks er en dansk familiefilm fra 2018, filmen er instrueret af Kasper Munk og er baseret på Lene Kaaberbøls bogserie af samme navn.
Filmen er indspillet i Ungarn.

## Medvirkende
- Gerda Lie Kaas som Clara
- Ferdinand Philip Bach som Oscar
- Vera Mi Bachmann som Kahla
- Sonja Richter som Moster Isa
- May Lifschitz som Kimæra
- Signe Egholm Olsen som Mor Mille
- Kirsten Olesen som Thuja
- Kristoffer Joner som Mester Millanconda